# Coleopucciniella
Coleopucciniella is een geslacht van roesten uit de familie Pucciniaceae. Het bevat alleen Cleptomyces lagerheimianus.

## Soorten
Volgens Index Fungorum telt het geslacht twee soorten (peildatum april 2023):
| Soortnaam                | Auteur(s)                | Publicatiejaar |
| ------------------------ | ------------------------ | -------------- |
| Coleopucciniella idei    | Hirats.                  | 1937           |
| Coleopucciniella simplex | (Dietel) Hara ex Hirats. | 1936           |